# Cúp bóng đá châu Á 2019 (Bảng E)
Bảng E của Cúp bóng đá châu Á 2019 sẽ diễn ra từ ngày 8 đến ngày 17 tháng 1 năm 2019. Bảng này bao gồm Ả Rập Xê Út, Qatar, Liban, và Bắc Triều Tiên. Hai đội tuyển đứng đầu, có thể cùng với đội xếp thứ ba (nếu họ được xếp hạng là một trong bốn đội tốt nhất), sẽ giành quyền vào vòng 16 đội.
Ả Rập Xê Út là cựu vô địch duy nhất trong bảng, đã thắng 3 lần Cúp châu Á (1984, 1988 và 1996).

## Các đội tuyển
| Vị trí bốc thăm | Đội tuyển         | Khu vực | Tư cách vượt qua vòng loại | Ngày vượt qua vòng loại | Tham dự chung kết | Tham dự cuối cùng | Thành tích tốt nhất lần trước | Bảng xếp hạng FIFA | Bảng xếp hạng FIFA |
| Vị trí bốc thăm | Đội tuyển         | Khu vực | Tư cách vượt qua vòng loại | Ngày vượt qua vòng loại | Tham dự chung kết | Tham dự cuối cùng | Thành tích tốt nhất lần trước | Tháng 4 2018       | Tháng 12 2018      |
| --------------- | ----------------- | ------- | -------------------------- | ----------------------- | ----------------- | ----------------- | ----------------------------- | ------------------ | ------------------ |
| E1              | Ả Rập Xê Út       | WAFF    | Nhất bảng A (vòng 2)       | 24 tháng 3 năm 2016     | 10 lần            | 2015 (vòng bảng)  | Vô địch (1984, 1988, 1996)    | 70                 | 69                 |
| E2              | Qatar             | WAFF    | Nhất bảng C (vòng 2)       | 17 tháng 11 năm 2015    | 10 lần            | 2015 (vòng bảng)  | Tứ kết (2000, 2011)           | 101                | 93                 |
| E3              | Liban             | WAFF    | Nhất bảng B (vòng 3)       | 10 tháng 11 năm 2017    | 2 lần             | 2000 (vòng bảng)  | Vòng bảng (2000)              | 82                 | 81                 |
| E4              | CHDCND Triều Tiên | EAFF    | Nhì bảng B (vòng 3)        | 27 tháng 3 năm 2018     | 5 lần             | 2015 (vòng bảng)  | Hạng tư (1980)                | 112                | 109                |

Ghi chú
1. ↑  Bảng xếp hạng của tháng 4 năm 2018 đã được sử dụng để hạt giống cho bốc thăm vòng chung kết.

## Bảng xếp hạng
| VT | Đội               | ST | T | H | B | BT | BB | HS  | Đ | Giành quyền tham dự                     |
| -- | ----------------- | -- | - | - | - | -- | -- | --- | - | --------------------------------------- |
| 1  | Qatar             | 3  | 3 | 0 | 0 | 10 | 0  | +10 | 9 | Giành quyền vào vòng đấu loại trực tiếp |
| 2  | Ả Rập Xê Út       | 3  | 2 | 0 | 1 | 6  | 2  | +4  | 6 | Giành quyền vào vòng đấu loại trực tiếp |
| 3  | Liban             | 3  | 1 | 0 | 2 | 4  | 5  | −1  | 3 |                                         |
| 4  | CHDCND Triều Tiên | 3  | 0 | 0 | 3 | 1  | 14 | −13 | 0 |                                         |

Trong vòng 16 đội:
- Nhất bảng E sẽ giành quyền thi đấu với nhì bảng D.
- Nhì bảng E sẽ giành quyền thi đấu với nhất bảng F.
- Đội xếp thứ ba của bảng E có thể giành quyền thi đấu với nhất bảng A hoặc bảng D.

## Các trận đấu
Tất cả thời gian được liệt kê là GST (UTC+4).

### Ả Rập Xê Út vs CHDCND Triều Tiên
| Ả Rập Xê Út                                                     | 4–0      | CHDCND Triều Tiên |
| --------------------------------------------------------------- | -------- | ----------------- |
| - Bahebri 28' - Al-Fatil 37' - Al-Dawsari 70' - Al-Muwallad 87' | Chi tiết |                   |

| Ả Rập Xê Út | CHDCND Triều Tiên |

| GK                  | 21 | Mohammed Al-Owais    |       |     |
| RB                  | 2  | Mohammed Al-Breik    |       |     |
| CB                  | 4  | Ali Al-Bulaihi       |       |     |
| CB                  | 23 | Mohammed Al-Fatil    |       |     |
| LB                  | 13 | Yasser Al-Shahrani   |       | 82' |
| DM                  | 14 | Abdullah Otayf       |       |     |
| RM                  | 11 | Hattan Bahebri       |       | 78' |
| CM                  | 10 | Salem Al-Dawsari (c) | 45+1' |     |
| CM                  | 20 | Abdulaziz Al-Bishi   |       | 71' |
| LM                  | 16 | Housain Al-Mogahwi   |       |     |
| CF                  | 19 | Fahad Al-Muwallad    |       |     |
| Vào sân thay người: |    |                      |       |     |
| MF                  | 18 | Abdulrahman Ghareeb  |       | 71' |
| FW                  | 9  | Mohammed Al-Saiari   |       | 78' |
| DF                  | 12 | Hamdan Al-Shamrani   |       | 82' |
| Huấn luyện viên:    |    |                      |       |     |
| Juan Antonio Pizzi  |    |                      |       |     |

| GK                  | 1  | Ri Myong-guk     |         |       |
| CB                  | 4  | Kim Song-gi      |         |       |
| CB                  | 5  | An Song-il       |         | 46'   |
| CB                  | 23 | Ri Il-jin        | 53'     |       |
| RWB                 | 2  | Kim Chol-bom     | 32'     |       |
| LWB                 | 3  | Jang Kuk-chol    |         | 56'   |
| RM                  | 7  | Han Kwang-song   | 36' 44' |       |
| CM                  | 15 | Ri Un-chol       |         |       |
| CM                  | 16 | Ri Yong-jik      |         | 90+1' |
| LM                  | 11 | Jong Il-gwan (c) | 90'     |       |
| CF                  | 10 | Pak Kwang-ryong  |         |       |
| Vào sân thay người: |    |                  |         |       |
| MF                  | 12 | Kim Kyong-hun    |         | 46'   |
| DF                  | 17 | Ri Chang-ho      |         | 56'   |
| FW                  | 19 | Rim Kwang-hyok   |         | 90+1' |
| Huấn luyện viên:    |    |                  |         |       |
| Kim Yong-jun        |    |                  |         |       |

| Cầu thủ xuất sắc nhất trận: Salem Al-Dawsari (Ả Rập Xê Út) Trợ lý trọng tài: Matthew Cream (Úc) Anton Shchetinin (Úc) Trọng tài thứ tư: Sergei Grishchenko (Kyrgyzstan) Trợ lý trọng tài bổ sung: Valentin Kovalenko (Uzbekistan) Chris Beath (Úc) |

### Qatar vs Liban
| Qatar                   | 2–0      | Liban |
| ----------------------- | -------- | ----- |
| - Al-Rawi 65' - Ali 79' | Chi tiết |       |

| Qatar | Liban |

| GK                  | 1  | Saad Al-Sheeb        |  |     |
| CB                  | 2  | Ró-Ró                |  |     |
| CB                  | 4  | Tarek Salman         |  |     |
| CB                  | 15 | Bassam Al-Rawi       |  |     |
| RM                  | 23 | Assim Madibo         |  |     |
| CM                  | 16 | Boualem Khoukhi      |  |     |
| CM                  | 12 | Karim Boudiaf        |  | 56' |
| LM                  | 18 | Abdulkarim Al-Ali    |  | 62' |
| RW                  | 10 | Hassan Al-Haydos (c) |  | 85' |
| CF                  | 19 | Almoez Ali           |  |     |
| LW                  | 11 | Akram Afif           |  |     |
| Vào sân thay người: |    |                      |  |     |
| MF                  | 6  | Abdulaziz Hatem      |  | 56' |
| DF                  | 3  | Abdelkarim Hassan    |  | 62' |
| FW                  | 7  | Ahmed Alaaeldin      |  | 85' |
| Huấn luyện viên:    |    |                      |  |     |
| Félix Sánchez       |    |                      |  |     |

| GK                  | 1  | Mehdi Khalil       |     |     |
| CB                  | 18 | Walid Ismail       |     |     |
| CB                  | 6  | Joan Oumari        |     |     |
| CB                  | 13 | Felix Michel       |     | 77' |
| RM                  | 19 | Ali Hamam          |     |     |
| CM                  | 15 | Haitham Faour      |     |     |
| CM                  | 11 | Alexander Michel   | 24' | 72' |
| LM                  | 3  | Moataz Al Junaidi  |     | 84' |
| RW                  | 7  | Hassan Maatouk (c) | 64' |     |
| CF                  | 9  | Hilal El-Helwe     |     |     |
| LW                  | 22 | Bassel Jradi       |     |     |
| Vào sân thay người: |    |                    |     |     |
| MF                  | 14 | Nader Matar        |     | 72' |
| MF                  | 5  | Samir Ayass        |     | 77' |
| MF                  | 10 | Mohamad Haidar     |     | 84' |
| Huấn luyện viên:    |    |                    |     |     |
| Miodrag Radulović   |    |                    |     |     |

| Cầu thủ xuất sắc nhất trận: Assim Madibo (Qatar) Trợ lý trọng tài: Huo Weiming (Trung Quốc) Cao Yi (Trung Quốc) Trọng tài thứ tư: Ronnie Koh Min Kiat (Singapore) Trợ lý trọng tài bổ sung: Phó Minh (Trung Quốc) Lưu Quách Dân (Hồng Kông) |

### Liban vs Ả Rập Xê Út
| Liban | 0–2      | Ả Rập Xê Út                        |
| ----- | -------- | ---------------------------------- |
|       | Chi tiết | - Al-Muwallad 12' - Al-Mogahwi 67' |

| Liban | Ả Rập Xê Út |

| GK                  | 1  | Mehdi Khalil       |     |     |
| CB                  | 11 | Alexander Michel   |     |     |
| CB                  | 3  | Moataz Al Junaidi  |     |     |
| CB                  | 6  | Joan Oumari        |     |     |
| RM                  | 19 | Ali Hamam          |     |     |
| CM                  | 13 | Felix Michel       | 70' |     |
| CM                  | 15 | Haitham Faour      |     | 73' |
| LM                  | 2  | Kassem El Zein     |     |     |
| RW                  | 10 | Mohamad Haidar     | 82' | 86' |
| CF                  | 9  | Hilal El-Helwe     | 89' |     |
| LW                  | 7  | Hassan Maatouk (c) |     | 76' |
| Vào sân thay người: |    |                    |     |     |
| FW                  | 20 | Rabih Ataya        |     | 73' |
| MF                  | 14 | Nader Matar        |     | 76' |
| DF                  | 17 | Mohamed Zein Tahan |     | 86' |
| Huấn luyện viên:    |    |                    |     |     |
| Miodrag Radulović   |    |                    |     |     |

| GK                  | 21 | Mohammed Al-Owais    |       |     |
| RB                  | 2  | Mohammed Al-Breik    |       |     |
| CB                  | 23 | Mohammed Al-Fatil    |       |     |
| CB                  | 4  | Ali Al-Bulaihi       |       |     |
| LB                  | 12 | Hamdan Al-Shamrani   |       |     |
| DM                  | 14 | Abdullah Otayf       |       | 84' |
| RM                  | 11 | Hattan Bahebri       |       |     |
| CM                  | 20 | Abdulaziz Al-Bishi   | 41'   | 79' |
| CM                  | 16 | Housain Al-Mogahwi   |       |     |
| LM                  | 10 | Salem Al-Dawsari (c) | 90+2' |     |
| CF                  | 19 | Fahad Al-Muwallad    |       | 73' |
| Vào sân thay người: |    |                      |       |     |
| MF                  | 8  | Yahya Al-Shehri      |       | 73' |
| MF                  | 18 | Abdulrahman Ghareeb  |       | 79' |
| MF                  | 15 | Ibrahim Ghaleb       |       | 84' |
| Huấn luyện viên:    |    |                      |       |     |
| Juan Antonio Pizzi  |    |                      |       |     |

| Cầu thủ xuất sắc nhất trận: Hattan Bahebri (Ả Rập Xê Út) Trợ lý trọng tài: Abu Bakar Al-Amri (Oman) Rashid Al-Ghaithi (Oman) Trọng tài thứ tư: Abdukhamidullo Rasulov (Uzbekistan) Trợ lý trọng tài bổ sung: Mohanad Qassim (Iraq) Mohd Amirul Izwan Yaacob (Malaysia) |

### CHDCND Triều Tiên vs Qatar
| CHDCND Triều Tiên | 0–6      | Qatar                                              |
| ----------------- | -------- | -------------------------------------------------- |
|                   | Chi tiết | - Ali 9', 11', 55', 60' - Khoukhi 43' - Hassan 68' |

| CHDCND Triều Tiên | Qatar |

| GK                  | 1  | Ri Myong-guk     |         |     |
| RB                  | 23 | Ri Il-jin        | 17'     |     |
| CB                  | 12 | Kim Kyong-hun    |         |     |
| CB                  | 4  | Kim Song-gi      |         | 77' |
| LB                  | 2  | Kim Chol-bom     |         |     |
| CM                  | 9  | Kim Yong-il      | 39'     | 43' |
| CM                  | 13 | Sim Hyon-jin     |         |     |
| CM                  | 15 | Ri Un-chol       | 13'     |     |
| RW                  | 19 | Rim Kwang-hyok   |         | 63' |
| CF                  | 10 | Pak Kwang-ryong  | 54'     |     |
| LW                  | 11 | Jong Il-gwan (c) | 17' 90' |     |
| Vào sân thay người: |    |                  |         |     |
| FW                  | 8  | Ri Hyok-chol     |         | 43' |
| MF                  | 16 | Ri Yong-jik      |         | 63' |
| DF                  | 6  | Ri Thong-il      |         | 77' |
| Huấn luyện viên:    |    |                  |         |     |
| Kim Yong-jun        |    |                  |         |     |

| GK                  | 1  | Saad Al-Sheeb        |    |     |
| RB                  | 2  | Ró-Ró                |    | 74' |
| CB                  | 15 | Bassam Al-Rawi       |    |     |
| CB                  | 4  | Tarek Salman         |    |     |
| LB                  | 3  | Abdelkarim Hassan    | 7' | 80' |
| CM                  | 23 | Assim Madibo         |    | 71' |
| CM                  | 6  | Abdulaziz Hatem      |    |     |
| RW                  | 10 | Hassan Al-Haydos (c) |    |     |
| AM                  | 16 | Boualem Khoukhi      |    |     |
| LW                  | 11 | Akram Afif           |    |     |
| CF                  | 19 | Almoez Ali           |    |     |
| Vào sân thay người: |    |                      |    |     |
| MF                  | 5  | Ahmed Fatehi         |    | 71' |
| DF                  | 8  | Hamid Ismail         |    | 74' |
| MF                  | 20 | Ali Afif             |    | 80' |
| Huấn luyện viên:    |    |                      |    |     |
| Félix Sánchez       |    |                      |    |     |

| Cầu thủ xuất sắc nhất trận: Almoez Ali (Qatar) Trợ lý trọng tài: Palitha Hemathunga (Sri Lanka) Jakhongir Saidov (Uzbekistan) Trọng tài thứ tư: Matthew Cream (Úc) Trợ lý trọng tài bổ sung: Valentin Kovalenko (Uzbekistan) Ilgiz Tantashev (Uzbekistan) |

### Ả Rập Xê Út vs Qatar
| Ả Rập Xê Út | 0–2      | Qatar            |
| ----------- | -------- | ---------------- |
|             | Chi tiết | - Ali 45+1', 80' |

| Ả Rập Xê Út | Qatar |

| GK                  | 21 | Mohammed Al-Owais   |     |     |
| RB                  | 2  | Mohammed Al-Breik   |     |     |
| CB                  | 4  | Ali Al-Bulaihi      | 41' |     |
| CB                  | 23 | Mohammed Al-Fatil   |     |     |
| LB                  | 12 | Hamdan Al-Shamrani  |     |     |
| DM                  | 14 | Abdullah Otayf      |     | 78' |
| RM                  | 8  | Yahya Al-Shehri (c) |     |     |
| CM                  | 11 | Hattan Bahebri      |     |     |
| CM                  | 16 | Housain Al-Mogahwi  |     |     |
| LM                  | 19 | Fahad Al-Muwallad   |     | 75' |
| CF                  | 18 | Abdulrahman Ghareeb |     | 61' |
| Vào sân thay người: |    |                     |     |     |
| FW                  | 9  | Mohammed Al-Saiari  | 82' | 61' |
| MF                  | 6  | Ayman Al-Khulaif    |     | 75' |
| MF                  | 7  | Nooh Al-Mousa       |     | 78' |
| Huấn luyện viên:    |    |                     |     |     |
| Juan Antonio Pizzi  |    |                     |     |     |

| GK                  | 1  | Saad Al-Sheeb        |       |     |
| RB                  | 2  | Ró-Ró                |       |     |
| CB                  | 15 | Bassam Al-Rawi       |       |     |
| CB                  | 4  | Tarek Salman         |       |     |
| LB                  | 3  | Abdelkarim Hassan    |       |     |
| CM                  | 6  | Abdulaziz Hatem      | 58'   |     |
| CM                  | 23 | Assim Madibo         | 7'    | 69' |
| CM                  | 16 | Boualem Khoukhi      |       |     |
| RW                  | 10 | Hassan Al-Haydos (c) |       | 73' |
| CF                  | 19 | Almoez Ali           | 45+1' | 83' |
| LW                  | 11 | Akram Afif           |       |     |
| Vào sân thay người: |    |                      |       |     |
| MF                  | 14 | Salem Al-Hajri       |       | 69' |
| MF                  | 12 | Karim Boudiaf        |       | 73' |
| FW                  | 7  | Ahmed Alaaeldin      |       | 83' |
| Huấn luyện viên:    |    |                      |       |     |
| Félix Sánchez       |    |                      |       |     |

| Cầu thủ xuất sắc nhất trận: Almoez Ali (Qatar) Trợ lý trọng tài: Yoon Kwang-yeol (Hàn Quốc) Park Sang-jun (Hàn Quốc) Trọng tài thứ tư: Cao Yi (Trung Quốc) Trợ lý trọng tài bổ sung: Ko Hyung-jin (Hàn Quốc) Phó Minh (Trung Quốc) |

### Liban vs CHDCND Triều Tiên
| Liban                                                             | 4–1      | CHDCND Triều Tiên    |
| ----------------------------------------------------------------- | -------- | -------------------- |
| - F. Michel Melki 27' - El-Helwe 65', 90+8' - Maatouk 80' (ph.đ.) | Chi tiết | - Pak Kwang-ryong 9' |

| Liban | CHDCND Triều Tiên |

| GK                  | 1  | Mehdi Khalil           |       |     |
| RB                  | 18 | Walid Ismail           |       |     |
| CB                  | 4  | Nour Mansour           |       | 81' |
| CB                  | 6  | Joan Oumari            |       |     |
| LB                  | 13 | Felix Michel Melki     |       |     |
| CM                  | 5  | Samir Ayass            |       | 77' |
| CM                  | 14 | Nader Matar            |       | 53' |
| RW                  | 9  | Hilal El-Helwe         |       |     |
| AM                  | 10 | Mohamad Haidar         | 90+9' |     |
| LW                  | 11 | Alexander Michel Melki | 30'   |     |
| CF                  | 7  | Hassan Maatouk (c)     |       |     |
| Vào sân thay người: |    |                        |       |     |
| FW                  | 20 | Rabih Ataya            |       | 53' |
| MF                  | 12 | Adnan Haidar           |       | 77' |
| FW                  | 8  | Hassan Chaito          |       | 81' |
| Huấn luyện viên:    |    |                        |       |     |
| Miodrag Radulović   |    |                        |       |     |

| GK                  | 1  | Ri Myong-guk      |     |     |     |
| RB                  | 2  | Kim Chol-bom      | 61' | 61' |     |
| CB                  | 3  | Jang Kuk-chol (c) |     |     |     |
| CB                  | 5  | An Song-il        | 11' |     |     |
| LB                  | 13 | Sim Hyon-jin      |     |     |     |
| RM                  | 12 | Kim Kyong-hun     |     | 29' |     |
| CM                  | 15 | Ri Un-chol        |     |     |     |
| CM                  | 16 | Ri Yong-jik       |     |     |     |
| LM                  | 9  | Kim Yong-il       | 85' |     |     |
| CF                  | 7  | Han Kwang-song    |     |     |     |
| CF                  | 10 | Pak Kwang-ryong   |     |     |     |
| Vào sân thay người: |    |                   |     |     |     |
| MF                  | 14 | Kang Kuk-chol     |     | 29' | 75' |
| FW                  | 8  | Ri Hyok-chol      | 72' | 61' |     |
| MF                  | 20 | Choe Song-hyok    |     |     | 75' |
| Huấn luyện viên:    |    |                   |     |     |     |
| Kim Yong-jun        |    |                   |     |     |     |

| Cầu thủ xuất sắc nhất trận: Felix Michel Melki (Liban) Trợ lý trọng tài: Matthew Cream (Úc) Anton Shchetinin (Úc) Trọng tài thứ tư: Ronnie Koh Min Kiat (Singapore) Trợ lý trọng tài bổ sung: Muhammad Taqi (Singapore) Lưu Quách Dân (Hồng Kông) |

## Kỷ luật
Điểm đội đoạt giải phong cách sẽ được sử dụng làm các tiêu chí nếu các kỷ lục đối đầu và tổng thể của các đội tuyển vẫn hòa (và nếu loạt sút luân lưu không được áp dụng như một tiêu chí). Chúng được tính dựa trên các thẻ vàng và thẻ đỏ nhận được trong tất cả các trận đấu bảng như sau:
- thẻ vàng = 1 điểm
- thẻ đỏ với tư cách một kết quả của hai thẻ vàng = 3 điểm
- thẻ đỏ trực tiếp = 3 điểm
- thẻ vàng tiếp theo sau thẻ đỏ trực tiếp = 4 điểm

Chỉ một trong những khoản khấu trừ trên sẽ được áp dụng cho một cầu thủ trong một trận đấu duy nhất.
| Đội tuyển         | Trận 1   | Trận 1                                    | Trận 1 | Trận 1            | Trận 2   | Trận 2                                    | Trận 2 | Trận 2            | Trận 3   | Trận 3                                    | Trận 3 | Trận 3            | Điểm |
| Đội tuyển         | Thẻ vàng | Thẻ vàng · Thẻ vàng-đỏ (thẻ đỏ gián tiếp) | Thẻ đỏ | Thẻ vàng · Thẻ đỏ | Thẻ vàng | Thẻ vàng · Thẻ vàng-đỏ (thẻ đỏ gián tiếp) | Thẻ đỏ | Thẻ vàng · Thẻ đỏ | Thẻ vàng | Thẻ vàng · Thẻ vàng-đỏ (thẻ đỏ gián tiếp) | Thẻ đỏ | Thẻ vàng · Thẻ đỏ | Điểm |
| ----------------- | -------- | ----------------------------------------- | ------ | ----------------- | -------- | ----------------------------------------- | ------ | ----------------- | -------- | ----------------------------------------- | ------ | ----------------- | ---- |
| Qatar             |          |                                           |        |                   | 1        |                                           |        |                   | 3        |                                           |        |                   | −4   |
| Ả Rập Xê Út       | 1        |                                           |        |                   | 2        |                                           |        |                   | 2        |                                           |        |                   | −5   |
| Liban             | 2        |                                           |        |                   | 3        |                                           |        |                   | 2        |                                           |        |                   | −7   |
| CHDCND Triều Tiên | 3        | 1                                         |        |                   | 4        | 1                                         |        |                   | 4        |                                           |        |                   | −17  |